# Krusagården

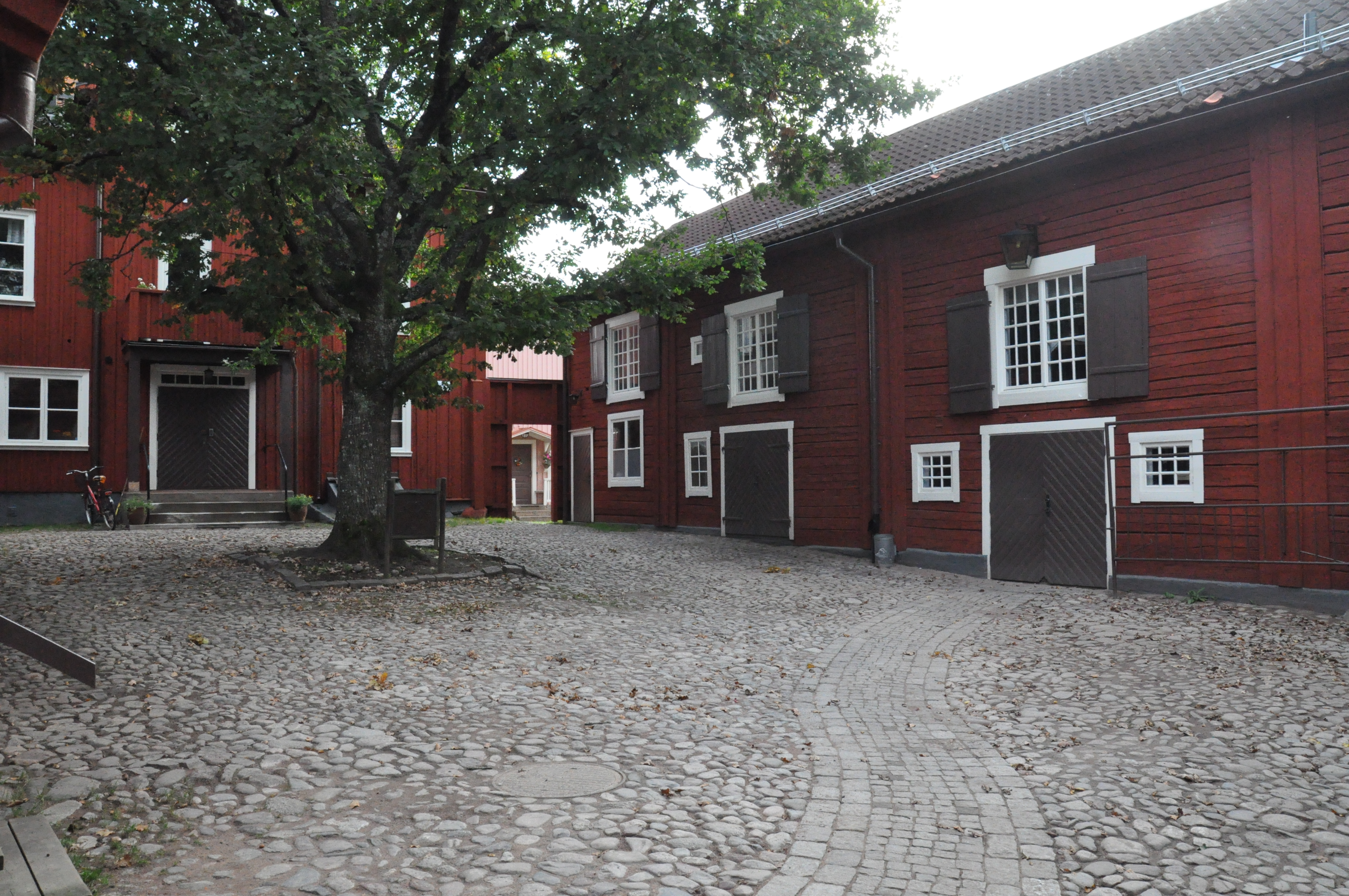
Innergården

Krusagården är en byggnad i Eksjö, belägen mellan Lilla Torget och Eksjöån i Gamla stan. Gården är en gammal hantverks- och affärsgård som är från 1600-talet. Namnet har gården fått, då flera representanter för ätten Kruse bott här under 1600-talet

## Historia
Mot slutet av 1700-talet var här ett brännvinsbränneri.  Under de följande åren bodde här affärsmän, men också högre ämbetsmän. 1790 köpte Zackarias C Hassel gården, där han tidvis bedrev hökeri, förenad med krogverksamhet och 1812 såldes Krusagården till Nils M Aschan som redan 1813 överlät gården till garvare Johan Holmström och gården blev nu inrättad för garveri. Efter Johan Holmströms död 1850, övertogs gården av Sven Danielsson-Aschan som bedrev läderhandel. Hans arvingar ägde gården fram till 1945.
1945 var det hot om nedrivning av gården, man ville göra en nybyggnation och bygga ett varuhus. Men de lokala tidningarna stod bakom starka krav att behålla den gamla stadsmiljön och folkopinionen stoppade rivningen. Det föreslogs då från Svenska Turistföreningen att Krusagården skulle bli ett idealiskt vandrarhem. 
Hans Hägg köpte gården. Han ville renovera den i samarbete med myndigheterna. Men kostnaderna blev för stora och 1952 måste Hans Hägg göra konkurs. Då köpte Eksjö stad Krusagården och från 1950-talet har där varit ungdomsgård, fritidshem och vandrarhem.  1954 planterade Gustav VI Adolf en ek inne på Krusagårdens gårdsplan.

## Verksamhet
Verksamheten bedrivas av den ideella föreningen Krusagården, som bildades 1952. De ordnar servering och kulturevenemang som konserter, loppmarknad och julmarknad.